# شوشیچه
شوشیچه (به صربی: Šošiće) یک منطقهٔ مسکونی در صربستان است که در بروس واقع شده‌است. شوشیچه ۱۰۹ نفر جمعیت دارد.